# Fiss
Fiss este un oraș în Austria.